# Colepia chrysochaites
Colepia chrysochaites är en tvåvingeart som beskrevs av Daniels 1987. Colepia chrysochaites ingår i släktet Colepia och familjen rovflugor. Inga underarter finns listade i Catalogue of Life.